# Mursia orientalia
Mursia orientalia is een krabbensoort uit de familie van de Calappidae. De wetenschappelijke naam van de soort is voor het eerst geldig gepubliceerd in 2005 door Takeda & Galil.